# Philipp Mainländer
Philipp Mainländer (Offenbach am Main, 5 ottobre 1841 – Offenbach am Main, 1º aprile 1876) è stato un poeta e filosofo tedesco.
Nato Philipp Batz, cambiò poi il suo cognome in Mainländer per l'adorazione per la sua città natale, Offenbach am Main (Offenbach sul Meno). 
Nella sua opera centrale, Die Philosophie der Erlösung (Filosofia della Redenzione) - secondo Theodor Lessing, "forse il più radicale sistema pessimistico noto in tutta la letteratura filosofica mondiale" -, Mainländer proclama che "le determinazioni volitive attivate dalla raggiunta consapevolezza che il non-essere è meglio che l'essere, rappresentano il principio morale più alto di tutti, e, dunque, il più alto senso della vita."

## Biografia
Nato il 5 ottobre 1841 da quello che egli stesso definirà uno "stupro coniugale" (in tedesco: als Kind ehelicher Notzucht) , Philipp Mainländer è il più giovane di sei fratelli. 
Nel 1856, su consiglio e volere paterno, Mainländer entra nella Scuola commerciale di Dresda per diventare commerciante. 
Due anni più tardi sarà impiegato presso un istituto bancario a Napoli, dove imparerà l'italiano e "conoscerà sé stesso" attraverso le opere di Dante, Petrarca, Boccaccio e, più in particolare, di Giacomo Leopardi, che diverrà un suo punto di riferimento.
Mainländer, più tardi, descriverà i suoi cinque anni napoletani come "quelli più felici della mia vita". 
Durante questo periodo cruciale, Mainländer scopre anche il pensiero di Baruch Spinoza e, soprattutto, nel febbraio 1860, a diciannove anni, l'opera centrale di Arthur Schopenhauer, Die Welt als Wille und Vorstellung (Il mondo come volontà e rappresentazione), che lo segnerà profondamente, tanto che più tardi egli descriverà l'evento come una rivelazione penetrante, "la più importante della mia vita." In effetti, Schopenhauer resterà la più significativa influenza su Mainländer, nel suo successivo lavoro filosofico.
Nel 1863 Mainländer torna in Germania per lavorare nelle aziende di suo padre. 
Nello stesso anno scrive il poema in tre parti Die letzten Hohenstaufen (Gli ultimi Hohenstaufen). 
Due anni più tardi, il 5 ottobre, quando Philipp ha solo ventiquattro anni, muore sua madre. Profondamente colpito da quest'esperienza di perdita, Mainländer affronta un mutamento radicale nella sua produzione letteraria, passando dalla poesia alla filosofia.
Durante gli anni successivi, oltre a tornare su Spinoza e Schopenhauer, studia Kant ("non avvelenato attraverso Fichte, Schelling e Hegel, ma piuttosto criticamente rafforzato attraverso Schopenhauer"), e i classici di filosofia, da Eraclito a Condillac. 
Nel marzo del 1869 prende servizio presso l'Istituto Bancario di J.M. Magnus a Berlino, con il dichiarato obiettivo di accumulare una piccola fortuna nel giro di pochi anni e poi condurre una vita dignitosa di ricerca intellettuale a partire dagli interessi guadagnati.
Tuttavia, a causa del crollo delle quotazioni alla Wiener Börse dell'8 maggio del 1873 ("Wiener Krach"), Mainländer va completamente in rovina: insieme con il patrimonio sfumano i suoi progetti.
Nel 1873, dunque, dopo questo duro colpo, Mainländer si dimette dal suo incarico presso la Banca, senza realmente sapere che cosa fare di sé.

## Per lo sviluppo dellaFilosofia della Redenzione
Benché la posizione di prestigio della sua famiglia gli avesse risparmiato il servizio militare nel 1861, Mainländer - secondo una nota autobiografica - espresse più volte il desiderio di andare sotto le armi; anzi, intraprese numerosi tentativi di essere autorizzato a prestare servizio in tal senso.
Il 6 aprile 1874, Mainländer, già trentaduenne, presentò una richiesta direttamente all'Imperatore Guglielmo I di Germania, che gli concesse, infine, di prestare servizio.

Durante i primi quattro mesi di tirocinio, Mainländer, ossessionato dal lavoro, compose il primo volume della sua opera principale, Filosofia della Redenzione; consegnò il manoscritto completato a sua sorella Minna, con la richiesta di trovare un editore, mentre egli completava il suo servizio militare. 
Una volta reperita una casa editrice ancora sconosciuta, Mainländer compose una lettera di presentazione ad essa indirizzata, chiedendo l'omissione del suo cognome di nascita, Batz, e la sostituzione con lo pseudonimo "Philipp Mainländer", dichiarando, in proposito, che "nulla avrebbe aborrito di più, che essere esposto agli occhi del mondo" (in tedesco: als den Augen der Welt ausgesetzt zu sein). 
Il primo novembre 1875 Mainländer, inizialmente impegnatosi nel servizio militare per un periodo di tre anni, venne invece prematuramente congedato: nel frattempo infatti, come sottolineava egli stesso in una lettera a sua sorella Minna (morta suicida, come il fratello, pochi anni dopo nel 1891), era "esaurito dal troppo lavoro, ed il mio corpo, una volta sano, è oramai ineffabilmente stanco" (in tedesco: verbraucht [...] bei vollkommen [...] gesundem Körper unaussprechlich Müde).

Tornò dunque nella sua città natale di Offenbach, dove, colto da una nuova ossessione per il lavoro intellettuale, pose termine in soli due mesi alla Filosofia della Redenzione, lasciandola in fogli non rilegati; compose le sue memorie; scrisse la novella Rupertine del Fino, e completò le ulteriori 650 pagine del secondo volume del suo Opus Magnum. 
Infine, nella notte del primo aprile del 1876, Mainländer si impiccò nella sua residenza a Offenbach, ove un mucchio di copie fresche di stampa della Filosofia della Redenzione, che gli erano arrivate nella giornata appena conclusa, gli servì proprio come piedistallo. Aveva trentacinque anni.

## La critica di Nietzsche
Il forte interesse giovanile verso Schopenhauer portò Friedrich Nietzsche a leggere i discepoli di quest'ultimo, e cioè Eduard von Hartmann, Julius Bahnsen e, appunto, Philipp Mainländer.

Nietzsche, tuttavia, non considerava questi autori quali autentici prosecutori del messaggio schopenhaueriano. Nel trattato La gaia scienza, in effetti, egli parla di Mainländer - dopo aver affermato in uno scritto giovanile: È ora di riscoprirlo! - nel seguente modo: 
(Friedrich Nietzsche, La gaia scienza, par.357)
Tuttavia, occorre notare che Nietzsche stesso mutuò proprio da Mainländer la celebre espressione Dio è morto (sebbene con intenti diversi, significando la morte di Dio per Nietzsche la caduta di qualunque morale o certezza precostituita per il mascheramento del dionisiaco): la morte progressiva di Dio, dalla Superessenza Unitaria all'Essenza Fenomenica nel Molteplice presente nel mondo attuale sino alla Dissoluzione Nullificante, è, difatti, il cuore della filosofia stessa di Mainländer.

Questo può far intendere tanto la verginità come strumento d'elezione dell'elusione procreativa, quanto il suicidio come un modo di assecondare il processo dissolutivo universale.
Un altro aspetto interessante del suo pensiero consiste nel fatto che egli si batteva per il socialismo non perché fosse convinto che questo avrebbe reso felici gli uomini, ma al contrario perché era convinto che, allorché gli uomini avessero risolto i loro problemi più prosaici, si sarebbero potuti rendere conto che questo non avrebbe affatto risolto la loro inadeguatezza ontologica, anzi, per paradosso, l'avrebbe aggravata; ma, finalmente liberi da sviamenti mentali, avrebbero potuto (forse) inquadrarla e superarla.
Questa intuizione che Mainländer esprimeva a metà dell'Ottocento meriterebbe di essere ripresa ed approfondita, tenendo conto delle odierne statistiche sul tasso di suicidi e disturbi mentali presenti nei cosiddetti "Paesi del benessere".